# Liste der Kulturdenkmäler in Sponheim
In der Liste der Kulturdenkmäler in Sponheim sind alle Kulturdenkmäler der rheinland-pfälzischen Ortsgemeinde Sponheim aufgeführt. Grundlage ist die Denkmalliste des Landes Rheinland-Pfalz (Stand: 2. August 2023).

## Denkmalzonen
| Bezeichnung                             | Lage                    | Baujahr | Beschreibung | Bild                           |
| --------------------------------------- | ----------------------- | ------- | --- | ------------------------------ |
| Denkmalzone ehemaliges Kloster Sponheim | Klosterhof 1, 2, 3 Lage | 1101    | katholische Kirche St. Maria und St. Martin: romanischer Bau auf kreuzförmigem Grundriss, mehrere Bauphasen (1101–1125, wohl nach 1156–1188, um 1230/35–91), Sakristei bezeichnet 1614/26; barocke ehemalige Konventsgebäude, 18. Jahrhundert, Brunnenhaus, angeblich ab 1126, Scheune, 18. oder 19. Jahrhundert; Obstkelter, 19. Jahrhundert; im Garten barocke Skulptur, Rotsandstein, 18. Jahrhundert | weitere Bilder Fotos hochladen |

## Einzeldenkmäler
| Bezeichnung            | Lage                                            | Baujahr                                  | Beschreibung | Bild            |
| ---------------------- | ----------------------------------------------- | ---------------------------------------- | --- | --------------- |
| Wohnhaus               | Feldbergstraße 2 Lage                           | 1702                                     | barockes Fachwerkhaus, teilweise massiv, bezeichnet 1702 | Fotos hochladen |
| Katholisches Pfarrhaus | Klosterhof 2/3 Lage                             |                                          | ehemaliges katholisches Pfarrhaus; Barockbau, 18. Jahrhundert | Fotos hochladen |
| Rathaus                | Klosterstraße 1 Lage                            | Mitte des 19. Jahrhunderts               | zweieinhalbgeschossiger neugotischer Sandsteinquaderbau, um die Mitte des 19. Jahrhunderts, Architekt wohl Bezirksbaumeister Conradi, Kreuznach                                | Fotos hochladen |
| Portal                 | Klosterstraße, an Nr. 2 Lage                    | 1607                                     | Renaissanceportal, bezeichnet 1607 | BW              |
| Wohnhaus               | Kreuznacher Straße 16 Lage                      | um 1600                                  | Wohnhaus, teilweise Fachwerk, um 1600, am Ende des 18. oder Anfang des 19. Jahrhunderts überformt                                                                              | BW              |
| Evangelische Kirche    | Rathausstraße 33 Lage                           | 1856                                     | neugotischer Sandsteinquaderbau, 1856, Architekt wohl Kreisbaumeister Conradi, Bad Kreuznach                                                                                   | BW              |
| Hofanlage              | Roseneck 1 Lage                                 | 16. oder vom Anfang des 17. Jahrhunderts | Krüppelwalmdachbau, teilweise Fachwerk, im Kern wohl aus dem 16. oder vom Anfang des 17. Jahrhunderts, im 19. Jahrhundert erweitert und überformt, bezeichnet 1831, 1842, 1905 | BW              |
| Wegekapelle            | Vor der Pforte, bei Nr. 1 Lage                  | 18. Jahrhundert                          | Wegekapelle, barock, 18. Jahrhundert | BW              |
| Waschbrunnen           | Weiherweg, am Ortsausgang nach Bockenau Lage    | vor 1800                                 | Wasserbehälter, ältere Teile vor 1800; Brunnenstock bezeichnet 1881; zugehörig Wasserbehälter mit klassizistischer Giebelfassade                                               | BW              |
| Wegweiser              | östlich des Ortes an der L 237 Lage             | erste Hälfte des 19. Jahrhunderts        | Sandstein-Obelisk, erste Hälfte des 19. Jahrhunderts | BW              |
| Flachsdarre            | südlich des Ortes an der K 55 Lage              | spätes 17. Jahrhundert                   | langgestreckter Sandsteinquaderbau, wohl aus dem späten 17. Jahrhundert | BW              |
| Wegweiser              | südlich des Ortes an der K 54/K 55 Lage         | 19. Jahrhundert                          | Sandstein-Obelisk, 19. Jahrhundert | BW              |
| Wegweiser              | nördlich des Ortes; Distrikt Im Gauchsberg Lage | erste Hälfte des 19. Jahrhunderts        | Sandstein-Obelisk, erste Hälfte des 19. Jahrhunderts | Fotos hochladen |